# Katsu Kaishu
Katsu Kaishu (勝 海舟 Awa Katsu; Kaishū; Rintaro; Yoshikuni 1823-1899) Katsu Yoshikuni (em japonês: 勝 安芳; romaniz.: Katsu Yoshikuni) Katsu Kaishū (em japonês: 勝 海舟; romaniz.: Katsu Kaishū) foi um oficial naval japonês e estadista durante o Xogunato Tokugawa Tardio e durante o Período Meiji.

## Carreira
Kaishū era um apelido que ele tirou de um pedaço de caligrafia (Kaishū Shooku海舟書屋) de Sakuma Shōzan. Ele passou por uma série de nomes próprios ao longo de sua vida; seu nome de infância era Rintarō (麟太郎) . Ele era freqüentemente chamado de Awa (安房) de seu título cerimonial Awa-no-kami (安房守) durante o final do xogunato Tokugawa e mais tarde mudou seu nome para Yasuyoshi após a Restauração Meiji.
Katsu Kaishū eventualmente subiu para ocupar o cargo de comissário (Gunkan-bugyō) na marinha Tokugawa. Ele é particularmente conhecido por seu papel na rendição de Edo.

### Serviço militar
Em 1860, Katsu serviu como capitão do navio de guerra Kanrin-maru (com a ajuda do oficial da marinha dos Estados Unidos, tenente John M. Brooke), para escoltar a primeira delegação japonesa a São Francisco, Califórnia, a caminho de Washington, D.C., para o formal ratificação do Tratado de Harris. O Kanrin Maru, construído pelos holandeses, foi a primeira embarcação japonesa a navegar para o mundo ocidental. Kaishū permaneceu em São Francisco por quase dois meses, observando a sociedade, cultura e tecnologia americana. Após seu retorno ao Japão, Katsu ocupou uma série de cargos de alto escalão na marinha de Tokugawa, argumentando perante os conselhos do governo a favor de uma força naval japonesa unificada liderada por oficiais treinados profissionalmente em desconsideração de promoção e designação devido ao status hereditário. Durante seu comando como diretor da Escola Naval de Kobe, o instituto se tornaria uma importante fonte de atividade para o pensamento progressista e reformistas entre 1863 e 1864.
Em 1866, Katsu foi nomeado negociador entre as forças bakufu e o domínio anti-shogunal de Chōshū, e mais tarde serviu como negociador-chefe do clã Tokugawa, garantindo uma transição de poder relativamente pacífica e ordenada na Restauração Meiji.
Embora simpatizante da causa anti-Tokugawa, Katsu permaneceu leal ao clá Tokugawa durante a Guerra Boshin. Após o colapso das forças Tokugawa no final de 1867, Katsu negociou a rendição do castelo Edo para Saigō Takamori em 11 de abril de 1868.

## Galeria

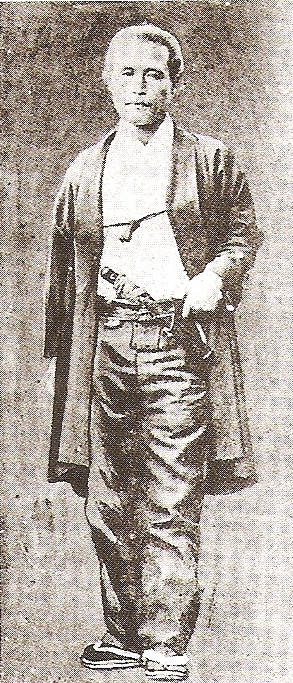
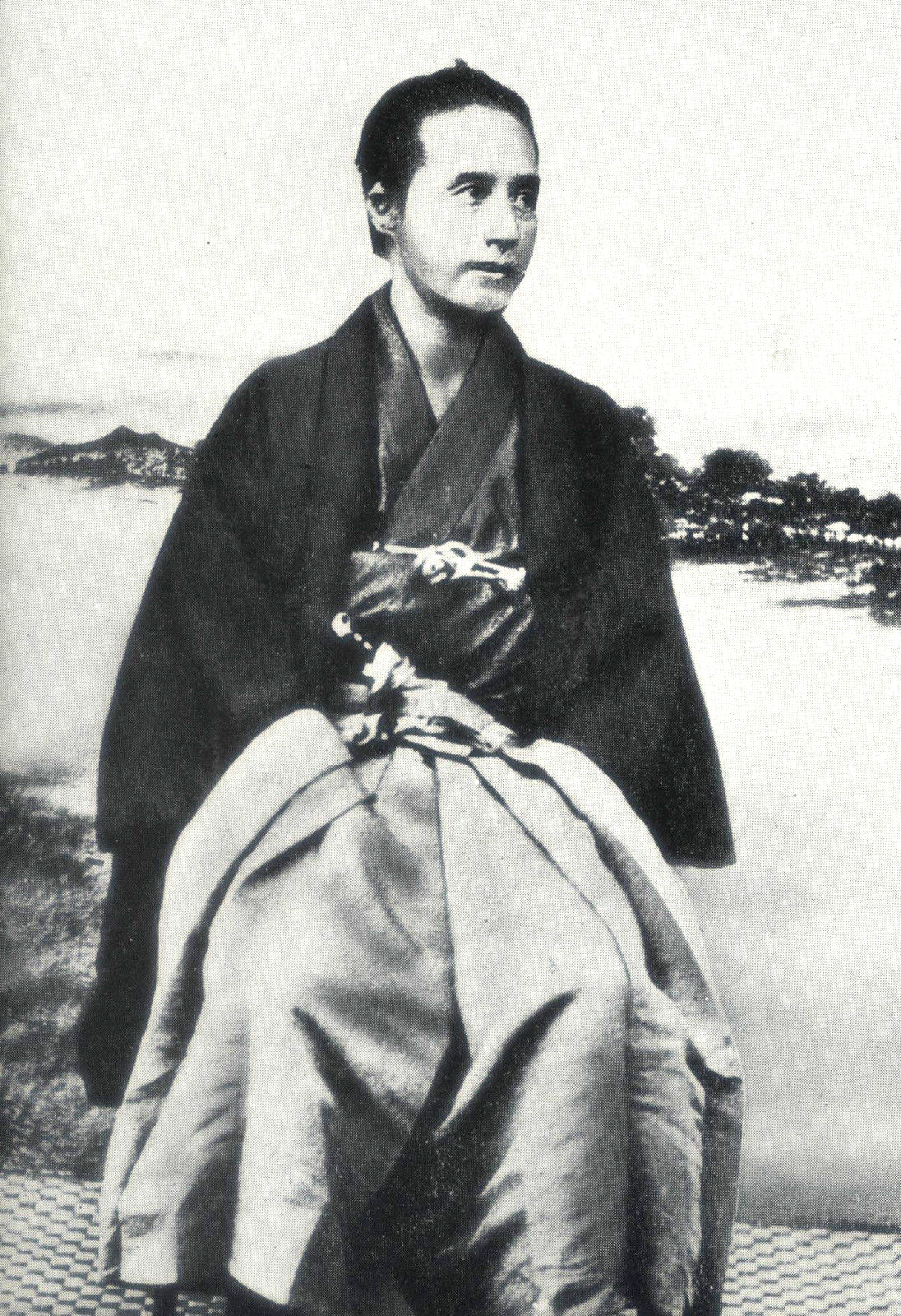
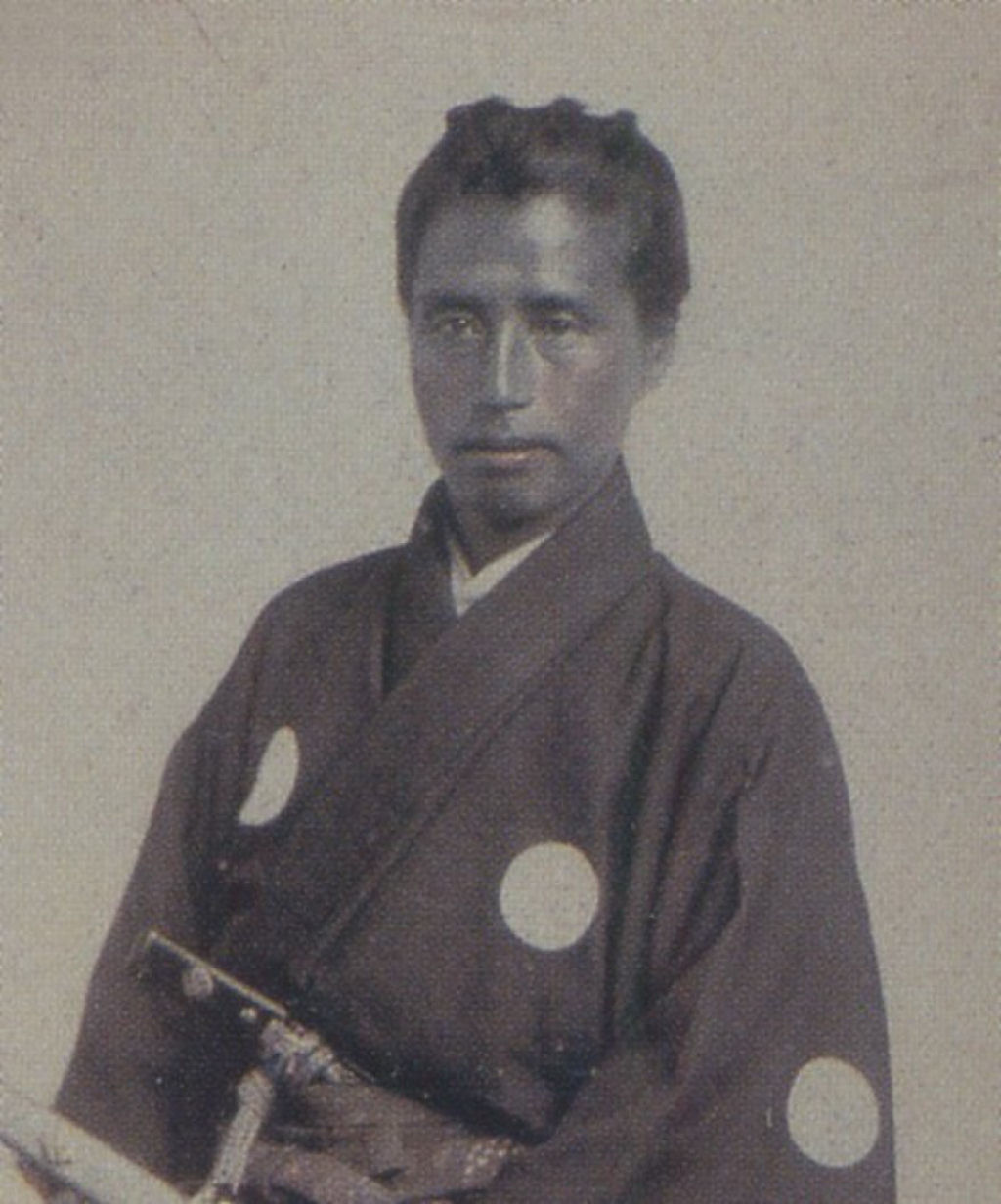